# جوش إيرل
جوش إيرل (بالإنجليزية: Josh Earl)‏ هو لاعب كرة قدم بريطاني في مركز الدفاع، ولد في 24 أكتوبر 1998 في ساوثبورت ‏ في المملكة المتحدة. لعب مع بريستون نورث إيند.